# Нерсисян, Гурген Семёнович
Гурген Семёнович Нерсисян (арм. Ներսիսյան Գուրգեն Սեմյոնի; род. 22 апреля 1960, Степанакерт) — политический деятель непризнанной Нагорно-Карабахской Республики. Депутат Национального собрания Нагорно-Карабахской Республики I созыва. Участник первой карабахской войны.

## Биография
Родился 22 апреля 1960 года в городе Степанакерте. Учился в местной средней школе № 7 им. Е.Чаренца. Окончил Степанакертский сельскохозяйственный техникум (1978) и Арцахский государственный университет (1995).
Начал трудовою деятельность 1979 году инженером на степанакертском водоканале. Позднее работал инженером по технической безопасности передвижной механизированной колонны. С 1982 по 1983 год возглавлял организацию автомотолюбителей Степанакерта. Являлся работником Степанакертского комбината бытового обслуживания.
Участник Карабахского движения. Во время первой карабахской войны являлся командиром Степанакертской 6-й роты. Участвовал во взятии Кркжана, Малибеклу, Ходжалу, Шуши и Лачинского коридора.
В 1993 году на довыборах был избран депутатом Верховного совета НКР I созыва. С 1995 по 1997 год занимал пост министра промышленности НКР. В феврале 1997 года стал генеральным директором государственного предприятия «Арцахтранс». В 1998—2000 годах был заместителем мэра Степанакерта. С 2000 по 2002 год руководил организацией «Лусабац». В 2002 году стал советником префекта ереванского административного округа Канакер-Зейтун.
С 2003 по 2008 год — заместитель начальника управления ЗАО «Армянская железная дорога», а с 2008 по 2011 год — первый заместитель материально-технического управления ЗАО «Южно-кавказская железная дорога», созданного на базе АЖД. В 2013 году стал директором по технической части медицинского центра «Армения».
Возглавлял политического бюро партии «Еркир Цирани».

## Награды и звания
- Медаль 20-летия освобождения Шуши[1]
- Медаль «Материнский завет»[1]